# Ami
|  | Aquest article tracta sobre el riu de l'India. Vegeu-ne altres significats a «Associació de Municipis per la Independència». |

Ami és un riu que neix en un petit llac al districte de Basti i corre cap a l'est i sud-est fins a desaiguar al riu Rapti Occidental per l'esquerra fins a la Província de la Frontera del Nord-oest. El riu és fondo, però duu molt poca aigua excepte el temps de pluja.